# テックス (映画)
『テックス』（Tex）は1982年のアメリカ合衆国の映画。ウォルト・ディズニー・プロダクション製作。監督はティム・ハンター。出演はマット・ディロンなど。ニューヨーク映画祭上映作品。
両親がいない中で奮闘する兄弟を描いた作品。ディズニーが大人向けのコンテンツ（マリファナの使用描写など）を映画に取り入れた最初期の作品と見なされており、その内容に対して肯定的な評価を受けている。

## ストーリー
テックス（マット・ディロン）と兄のメイソン（ジム・メッツラー）は、ともに高校に通う兄弟。２人には母親は亡く、父親もロデオの巡業に出ていて家に帰ることも少なく、兄弟２人だけの生活が多い。バスケットボールの選手で家業も優秀なメイソンに比べ、テックスはタバコも吸えば酒も飲む、でも自分の馬（トヨタ）をとても可愛がっているほど、内心は優しい少年。しかし、生活費に困ったメイソンはその大切な馬を無断で売り払ってしまい、テックスは激しく起こり、馬を探しに家を飛び出してしまう。メイソンも弟の気持ちがわからないわけでもなかったが彼も大学進学を控え、なおかつ弟の面倒を見なければならない自分の境遇をもう少し理解してほしかったが・・・。弟を探すメイソンの車に無言で乗るテックス。いくら喧嘩したとはいえ他に頼る肉親もいない２人。そんなある日、テックスは兄のメイソンに出生に秘密を明かされる・・・。

## キャスト
| 役名           | 俳優                       | 日本語吹替 | 日本語吹替 |
| 役名           | 俳優                       | VHS版      |            |
| -------------- | -------------------------- | ---------- | ---------- |
| テックス       | マット・ディロン           | 宮本充     |            |
| メイソン       | ジム・メッツラー           | 堀内賢雄   |            |
| ジェイミー     | メグ・ティリー             | 伊藤美紀   |            |
| ポップ         | ビル・マッキーニー         | 銀河万丈   |            |
| ジョンソン夫人 | フランシス・リー・マケイン | 火野カチコ |            |
| コール         | ベン・ジョンソン           | 筈見純     |            |
| レム           | フィル・ブロック           | 中村大樹   |            |
| ジョニー       | エミリオ・エステベス       | 中原茂     |            |
| ボブ           | トム・ヴァーチュー         | 古田信幸   |            |
| コニー         | パメラ・ルドウィグ         | 井上喜久子 |            |
| マーシー       | ジル・クラーク             | 三石琴乃   |            |
| ケリー         | マーク・アーノット         | 小室正幸   |            |
| リー           | チャールズ・ハース         | 辻親八     |            |
| シェリー       | リサ・マーキン             | 山田妙子   |            |
| ヒッチハイカー | ジェリコ・イヴァネク       | 真地勇志   |            |
| 国語教師       | マリリン・レッドフィールド | さとうあい |            |
| 占い女         | スザンヌ・コストロス       | 金野恵子   |            |
| 男生徒         |                            | 石田彰     |            |
| アナウンサー   |                            | 清川元夢   |            |
|                |                            |            |            |
| 翻訳           | 翻訳                       | 小川裕子   |            |
| 演出           | 演出                       | 高橋剛     |            |
| 制作           | 制作                       | 東北新社   |            |

## スタッフ
- 監督：ティム・ハンター
- 製作：ティム・ジンネマン
- 原作：S・E・ヒントン
- 脚本：ティム・ハンター、チャーリー・ハース
- 撮影：リック・ウェイト
- 音楽：ピノ・ドナッジオ